# Wang Ji-hye
Wang Ji-hye (왕지혜?; Masan, 29 dicembre 1985) è un'attrice sudcoreana.
Inizialmente conosciuta come Min Ji-hye, ha  debuttato come modella per riviste e spot pubblicitari prima di diventare un'attrice con la serie televisiva del 2003 1%ui eotteon geot; quello stesso anno si è aggiudicata un Andre Kim Best Star Awards come miglior esordiente.

## Filmografia

### Cinema
- Gumiho gajok (구미호 가족?), regia di Lee Hyung-gon (2006)
- Beautiful Sunday (뷰티풀 선데이?), regia di Jin Kwang-gyo (2007)
- Sikgaek: Gimchijeonjaeng (식객: 김치전쟁?), regia di Baek Dong-hoon e Kim Gil-hyung (2010)
- Anaereul jug-yeotda (아내를 죽였다?), regia di Kim Ha-ra (2019)
- Angmadeul (악마들?), regia di Kim Jae-hoon (2023)

### Televisione
- 1%ui eotteon geot (1%의 어떤 것?) – serie TV (2003)
- Jidokhan sarang-eul kkumkkuneun dangsin-ege (지독한 사랑을 꿈꾸는 당신에게?) – film TV (2003)
- Ae-inboda joh-eun (애인보다 좋은?) – film TV (2003)
- Bukgyeong, nae sarang (북경, 내 사랑?) – serie TV (2004)
- Wanbyeokhan i-us-eul mannaneun beop (완벽한 이웃을 만나는 법?) – serie TV (2007)
- Chin-gu, urideur-ui jeonseol (친구, 우리들의 전설?) – serie TV (2009)
- Gae-in-ui chwihyang (개인의 취향?) – serie TV (2010)
- President (프레지던트?) – serie TV (2010-2011)
- Boseureul jikyeora (보스를 지켜라?) – serie TV (2011)
- Himnae-yo Mister Gim (힘내요 미스터 김?) – serie TV (2012-2013)
- Susanghan gajeongbu (수상한 가정부?) – serie TV (2013)
- Hotel King (호텔킹?) – serie TV (2014)
- Minyeo-ui tansaeng (미녀의 탄생?) – serie TV (2014-2015)
- Geurae, geureon-geo-ya (그래, 그런거야?) – serie TV (2016)
- Sarang-eun bang-ulbang-ul (사랑은 방울방울?) – serie TV (2016-2017)
- Player (플레이어?) – serie TV (2018) – cameo
- Oh My Baby (오 마이 베이비?) – serie TV (2020) – cameo
- Sog-ado kkumgyeol (속아도 꿈결?) – serial TV (2021)
- Wolgan jip (월간 집?) – serie TV (2021)
- O! Yeong-sim-i (오! 영심이?) – serie TV (2023)
- Per amore e per destino (이 연애는 불가항력?) – serie TV, episodi 13, 15 (2023)
- Darimi family (다리미 패밀리?) – serie TV (2024-2025)